# Kepler-186f
A Kepler-186f exobolygó a Kepler-186 csillagrendszerben található, 151 ± 18 parszek távolságra (493 ± 59 fényév) a Hattyú csillagképben.
Ez az elsőnek felfedezett olyan exobolygó, aminek átmérője csak 11%-kal nagyobb, mint a Földé, és központi csillagának lakható övezetében kering, tehát elméletileg élet alakulhat(ott) ki rajta.
Az adatgyűjtést a NASA által üzemeltetett Kepler űrtávcső végezte. A felfedezés fedési módszerrel történt, mintegy három év adatainak elemzésével. A csillagrendszerben további négy bolygó található. Az eredményeket elsőként egy 2014. március 19-én tartott EBI-konferencián hozták nyilvánosságra, ugyanakkor a közvéleményt is tájékoztatták. A hivatalos bejelentésre 2014. április 17-én került sor, amit a Science tudományos magazinban megjelenő cikk követett.

## Keringési pálya

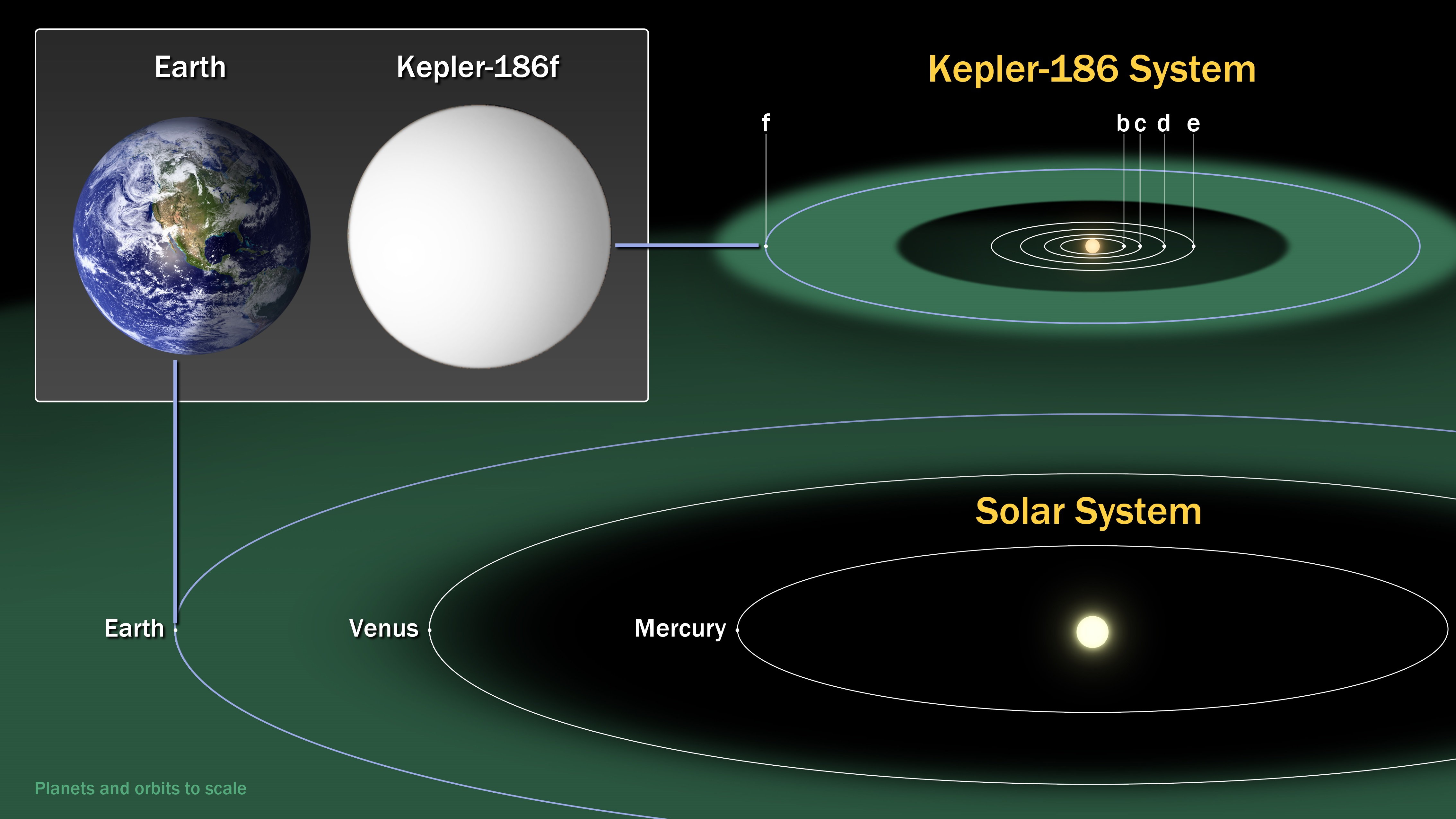
A Föld (balról) és a Kepler-186f pályájának összehasonlítása a lakható zóna (zöld sáv) feltüntetésével

A Kepler-186f a csillaga körül 129,9 nap alatt tesz meg egy keringést. Keringési sugara 0,36 CsE (összehasonlításul a Merkúr 0,39 CsE-re kering a Naptól). A lakható övezet konzervatív becslés szerint a Földének 25-88%-át kapja sugárzás formájában, ez 0,22–0,40 CsE-nek felel meg. A Kepler-186f a Földének 32%-át kapja sugárzás formájában, ez a lakható zóna külső szélét jelenti, de még azon belül van. A bolygó pozíciója a lakható zónához viszonyítva nagyjából a Marsénak felel meg a Naprendszerben.

## Leírása
A bolygó átmérője 14 908 km, 11%-kal nagyobb, mint a Földé, de tömege, és így sűrűsége is ismeretlen. Mivel belső felépítéséről nincs információnk, lehet sziklás, földszerű, vagy nagyrészt óceánokkal borított, sűrű felhőzettel rendelkező bolygó. A könnyebb gázok (hidrogén vagy hélium) jelenléte a légkörben valószínűtlen egy 1,5 földsugárnál kisebb bolygó esetén. A vörös törpék (mint a Kepler-186f anyacsillaga) életük korai szakaszában extrém erős ibolyántúli sugárzást bocsátanak ki. Ebben az időszakban a bolygó kezdeti atmoszférája ennek következtében fokozott fotoevaporációs folyamatnak volt kitéve, ami miatt elvesztette a légkörben jelen lévő H/He gázokat.
A bolygó tömegére vonatkozó becslések szerint lehet 0,32 földtömegű, ha csupán vízből és jégből áll, de tömege lehet akár 3,77 földtömeg is, ha teljes egészében vasból áll. A Földhöz hasonló anyagösszetétel (1/3 vas, 2/3 szilikát) esetén tömege 1,44 földtömeg.

## Tengelyforgás, lakhatóság
A bolygó helyzete a lakható zónán belül nem jelenti automatikusan azt, hogy élet alakulhat ki rajta, ennek kijelentéséhez a légkörének összetételét is ismernünk kellene. A Kepler-186f tőlünk túl nagy távolságban van ahhoz, hogy a légkörét vizsgálhassuk a meglévő (vagy következő generációs, lásd James Webb űrtávcső) távcsöveinkkel.
Egyszerű légköri modell szerint, amiben nitrogén, szén-dioxid és víz jelenlétét feltételezzük, az adódik, hogy a bolygó felszíni hőmérséklete 273 K (0 °C) fölött lehet, vagyis folyékony víz lehetséges a felszínen, ha a CO2 parciális nyomása 0,5 és 5 bar közötti, az N2 parciális nyomása pedig 10 bar és nulla közötti.
Tengely körüli forgása jóval lassabb, mint a Földé, egy körülfordulása hetekig vagy hónapokig tart. A Kepler-186f tengelyferdesége kis mértékű, így nem lépnek fel rajta olyan mértékű évszakos változások, mint a Földön. A Kepler-186f pályájának excentricitása is kis mértékű, így a keringésből sem adódnak évszakos változások, mint mondjuk a Mars bolygón.
Számítógépes szimulációk szerint valószínűleg létezik még egy kis tömegű bolygó a Kepler-186e és Kepler-186f között. Ha a bolygó létezik, tömege nem lehet sokkal nagyobb, mint a Földé, mert egyébként nagy pályaháborgásokat okozna. Arra azonban elég lehet a tömege, hogy a Kepler-186f tengelyferdesége nagyobb legyen.
Egy 2015-ös vizsgálat azt a következtetést vonta le, hogy a Kepler-186f, valamint a Kepler-442b és a Kepler-62f exobolygók valószínűleg a legjobb jelöltek a lakható bolygók közül.
2018 júniusában a tanulmányok arra jutottak, hogy a Kepler-186f évszakai és éghajlati viszonyai hasonlóak lehetnek, mint a Földé.

## Életjel keresése
A Földön kívüli élet keresése program keretében a SETI-projekt Allen Telescope Array nevű rádiótávcső hálózata 2014. április 17-et megelőzően körülbelül egy hónapig figyelte a Kepler-186 rendszer rádiósugárzását. Ez alatt az idő alatt nem észleltek olyan jelet, ami technikai civilizációra utalna. Hozzá kell tenni, hogy a Földön észlelhető jelekhez a kibocsátás helyén, ekkora távolságban a földi Arecibo Obszervatórium teljesítményénél legalább 10x erősebb jelet kellene kibocsátani.

## Nevének eredete
A NASA Kepler űrtávcsöve felvételeinek alapján fedezték fel, innen a „Kepler” név.

## Megfigyelése
A Földről a legnagyobb távcsővel sem látható.

## Fordítás
- Ez a szócikk részben vagy egészben  a   Kepler-186 f című angol Wikipédia-szócikk fordításán alapul.  Az eredeti cikk szerkesztőit annak laptörténete sorolja fel. Ez a jelzés csupán a megfogalmazás eredetét és a szerzői jogokat jelzi, nem szolgál a cikkben szereplő információk forrásmegjelöléseként.